# Tlepólemo (regente de Egipto)
Para otros usos de este nombre, vea Tlepólemo (desambiguación)
Tlepólemo fue un regente de Egipto en el período Ptolemaico bajo el reinado del faraón-niño Ptolomeo V. Gozó de un importante pero breve poder a finales del siglo III a. C. Las fechas de su nacimiento y muerte son desconocidas. 
Tlepólemo pertenecía a una distinguida familia persa que había migrado a Egipto a finales del III siglo a. C. Era strategos (gobernador militar) de la región de Pelusio en 202 a. C. cuando el regente Agatocles de Egipto y su familia fueron depuestos y asesinados en una rebelión popular. Tlepólemo lo sustituyó como regente, pero conservó el cargo poco tiempo, porque en 201 a. C. fue reemplazado por Aristómenes de Alicia.